# Ардро-при-Ракі
Ардро-при-Ракі (словен. Ardro pri Raki) — поселення в общині Кршко, Споднєпосавський регіон, Словенія. Висота над рівнем моря: 219,6 м.